# Deckenia imitatrix
Deckenia imitatrix é uma espécie de crustáceo da família Deckeniidae.
Pode ser encontrada nos seguintes países: Quénia, Somália e Tanzânia.
Os seus habitats naturais são: pântanos.
Está ameaçada por perda de habitat.